# 67-es busz (Miskolc)
A miskolci 67-es jelzésű autóbusz az Újgyőri főtér és a Komlóstető kapcsolatát látta el, Lomb utcai végállomással. A viszonylatot a Miskolc Városi Közlekedési Zrt. üzemeltette.

## Története
1985. augusztus 1-jétől közlekedett, időközönként betért a DIGÉP-hez. Este 7 óra után a 19-es busz útvonalát is követte.
A két állomás közti távot 9 perc alatt teszi meg, 7 óra után a menetideje kb. 5 perccel meghosszabbodott.
A nyári időszakban mindkét busz közlekedett a saját útvonalán.
2019. november 4-étől a sofőrhiány miatt az MVK Zrt. ideiglenesen szüneteltette az ME, a 22-es és a 90-es viszonylatát, emellett jelentősen ritkította a 21B és a 67-es viszonylatot.
2021. március 10-től végleg megszűnt. 

## Megállóhelyei
| 67 (Újgyőri főtér – Lomb utca) |                      |      |                                            |
| Perc                           | Megállóhely          | Perc | Átszállási lehetőségek                     |
| 0                              | Újgyőri főtér        | 9    | 1, 6, 9, 16, 19, 21, 29, 54, 68, 101B 1, 2 |
| 3                              | Vasgyár              | 7    | 9, 19, 21, 29, 68, 101B 2                  |
| 4                              | Vasgyári temető      | 5    | 9, 19, 21, 29, 68, 101B                    |
| 6                              | Ládi fűrésztelep     | 4    | 19                                         |
| 7                              | Komlóstetői elágazás | ∫    | 19                                         |
| 8                              | Olvasztár utca       | ∫    | 19                                         |
| ∫                              | Ládi utca            | 2    | 19                                         |
| ∫                              | Nyárfa utca          | 1    | 19                                         |
| 10                             | Lomb utca            | 0    | 19                                         |